# Биритиба-Мирин
Биритиба-Мирин (порт. Biritiba-Mirim)  —  муниципалитет в Бразилии, входит в штат Сан-Паулу. Составная часть мезорегиона Агломерация Сан-Паулу. Находится в составе крупной городской агломерации Агломерация Сан-Паулу. Входит в экономико-статистический  микрорегион Можи-дас-Крузис. Население составляет 29 694 человека на 2006 год. Занимает площадь 316,717 км². Плотность населения — 93,8 чел./км².

## История
Город основан 5 мая 1873 года.

## Статистика
- Валовой внутренний продукт на 2003 составляет 177.633.195,00 реалов (данные: Бразильский институт географии и статистики).
- Валовой внутренний продукт на душу населения на 2003 составляет 6.487,23 реалов (данные: Бразильский институт географии и статистики).
- Индекс развития человеческого потенциала на 2000 составляет 0,750  (данные: Программа развития ООН).

## География
Климат местности: субтропический. В соответствии с классификацией Кёппена, климат относится к категории Cfb.

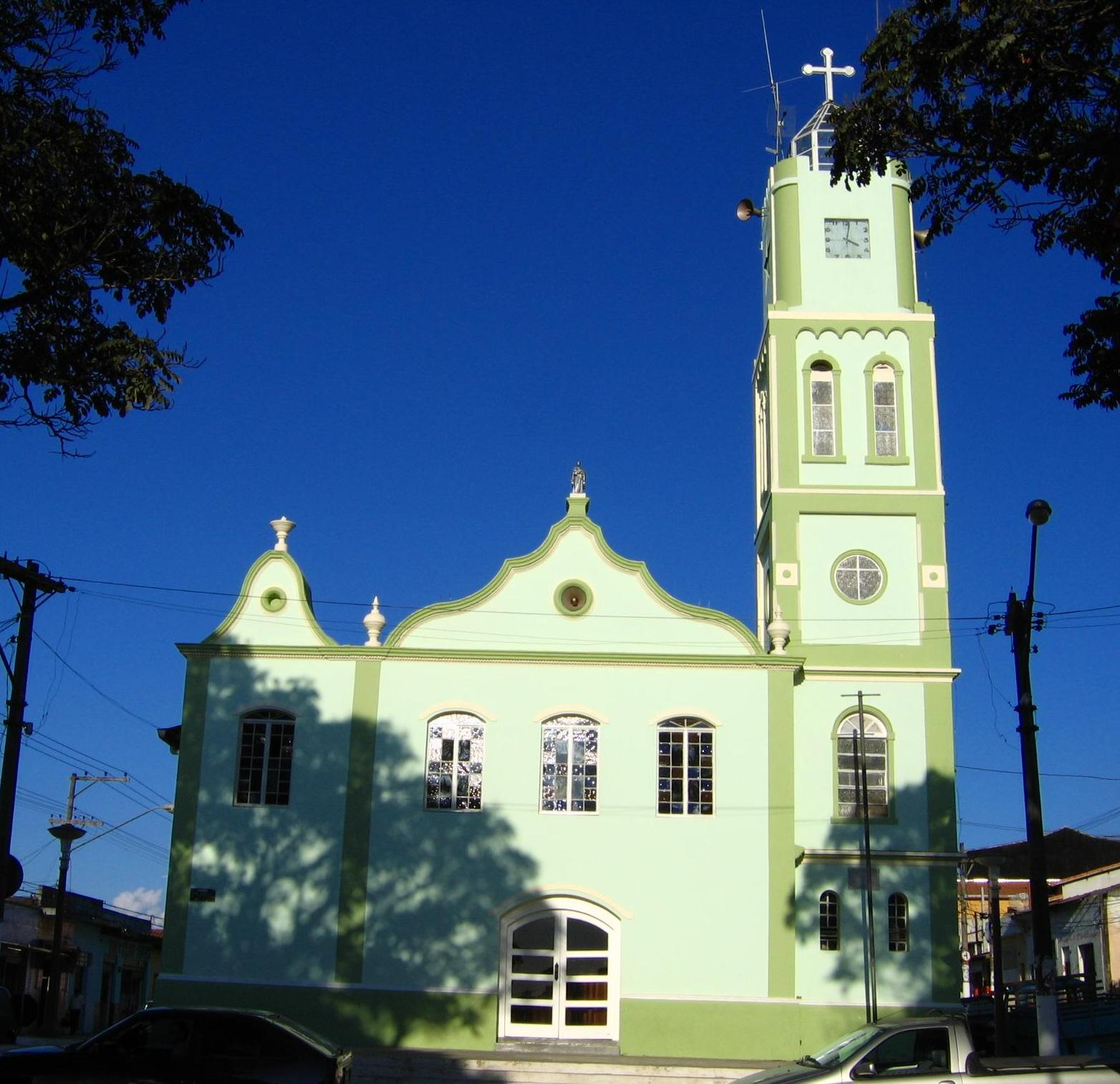
Собор